# Karolew (Pabianice)
Karolew – część miasta Pabianice w województwie łódzkim, w powiecie pabianickim, do 1987 samodzielna wieś. Leży na południowo-zachodnich rubieżach miasta, w okolicach ulicy Karolewskiej.

## Historia
Dawniej samodzielna wieś. Od 1867 w gminie Górka Pabianicka w powiecie łaskim. W okresie międzywojennym należały do w woj. łódzkim. W 1921 roku liczba mieszkańców wynosiła 120. 2 października 1933 utworzono gromadę Hermanów w granicach gminy Górka Pabianicka, składającą się ze wsi Hermanów, Karolew i Terenin. Podczas II wojny światowej włączony do III Rzeszy.
Po wojnie Karolew powrócił do powiatu łaskiego w woj. łódzkim, nadal jako składowa gromady Hermanów, jednej z 12 takich gminy Górka Pabianicka. W związku z reorganizacją administracji wiejskiej jesienią 1954, Karolew wszedł w skład nowej gromady Chechło, a po jej zniesieniu 1 stycznia 1959 – do nowo utworzonej gromady Górka Pabianicka. W 1971 roku ludność wsi wynosiła 149.
Od 1 stycznia 1973 w nowo utworzonej gminie Pabianice w powiecie łaskim (sołectwo Hermanów). W latach 1975–1987 miejscowość należała administracyjnie do województwa łódzkiego.